# Tamworth Regional Council
Tamworth Regional Council is een Local Government Area (LGA) in de Australische deelstaat New South Wales.